# 神秘驼队
《神秘驼队》是1985年由天山电影制片厂摄制的彩色宽银幕故事片，由广春兰执导，裴尔达维斯、夏提古丽主演。讲述的是中国人民解放军和民族军智斗恶霸，夺回文物的故事。
《神秘驼队》女主演夏提古丽因此片获得第一届表演艺术学会奖金凤凰奖。

## 剧情简介
新疆和平解放后，中国人民解放军与民族军会师，北疆地区区域稳定。但南疆部分地区依然存在多种势力，比如恶棍玉素甫（阿布都拉 饰）。玉素甫曾强娶民女拉莱（布维古丽 饰），并让其诞下阿依奴尔和玛依奴尔（夏提古丽分饰二角）两位姑娘。玉素甫始乱终弃，将拉莱和阿依奴尔赶出家门，将玛依奴尔收为己养。拉莱撒手人寰后，玉素甫又将阿依奴尔强行带走当作奴仆。和平解放后，为将文物带出边境线，玉素甫组成驼队。让阿依努尔扮演女主人“新娘”，自己装扮成老仆人。
得知有这么一支“神秘驼队”，民族军侦察排长沙迪克（菲尔达维斯 饰）和解放军小战士巴吐鲁（肖赫拉提 饰）出发寻找这支驼队。在从国民党手里救下阿依奴尔后，沙迪克和巴吐鲁打入这支送新娘的驼队。一路上沙迪克和玉素甫斗智斗勇，最终玉素甫强迫阿依奴尔下令杀死沙迪克，阿依奴尔设计让沙迪克假死，救其一命。离开驼队的沙迪克抵达卡亚，看到与阿依奴尔一模一样但行为举止迥异的玛依奴尔便看穿了玉素甫的伎俩。驼队抵达卡亚，玉素甫和玛依奴尔接头后，准备将清代“新疆域图”和“土尔扈特银印”等文物带离国境，沙迪克率兵堵截。最终，玉素甫落网，文物被追回，阿依奴尔与玛依奴尔相认团聚。

## 拍摄制作
新疆电视台文艺部编辑马焰和天山电影制片厂编剧段宝珊根据马焰所接触的保姆、县委书记等“西部”人物创作了《神秘的驼队》的文学剧本。电影文学剧本《神秘的驼队》在1985年第三期的《新疆艺术》期刊上发表。在此之前，导演广春兰阅读了《神秘的驼队》文学剧本。1984年，中国电影评论家锺惦棐在西安电影制片厂的艺术创作研讨会上提出“中国的西部片”，引发业界对中国的西部片的讨论。因此广春兰决定将《神秘的驼队》搬上银幕。
1984年8月，电影《神秘驼队》在喀什地区开机拍摄。拍摄电影《神秘驼队》时，广春兰带领着主创团队利用12匹骆驼、3匹马前往如沙漠、森林等人迹罕至的地方拍摄。在进入冬季拍摄时，甚至只能有部分主创团队成员能够有房屋居住，剩下的成员需要裹着大衣露宿。拍摄过程中，女主演夏提古丽两度负伤，其中一次是从骆驼跃至马上，不慎坠马，一度使夏提古丽昏厥三天。另外，为融入仆人阿依奴尔的角色，夏提古丽在家里、宾馆等一直身着仆人装，行为谈吐都按仆人的标准要求。

## 上映票房
电影《神秘驼队》于1985年上映。《神秘驼队》的35毫米拷贝，中国大陆放映超过4.2万场，观影人次超1,937万，发行收入205万余元人民币。根据《天山电影制片厂志1959-1989》记录，《神秘驼队》的销售成本为80万余元人民币，发行权费收入超过121万元人民币。

## 所获奖项
| 奖项          | 类别   | 获奖或入围者             | 结果 | 來源  |
| ------------- | ------ | ------------------------ | ---- | ----- |
| 第1届金凤凰奖 | 学会奖 | 夏提古丽（《神秘驼队》） | 獲獎 | [ 8 ] |

## 评价
虽然钟惦棐的“中国的西部片”之论促使《神秘驼队》的上马，但钟惦棐对该片评价却为“创作没有过关”。导演陈怀皑则认为《神秘驼队》具有较高思想和艺术水平。